# Neoempheria griseipennis
Neoempheria griseipennis är en tvåvingeart som beskrevs av Gabriel Strobl 1910. Neoempheria griseipennis ingår i släktet Neoempheria och familjen svampmyggor. Inga underarter finns listade i Catalogue of Life.